# Taikōki
O Taikōki (太閤記)  é uma biografia de Toyotomi Hideyoshi, que ascendeu ao cargo de taikō durante o período Azuchi-Momoyama da história japonesa. O estudioso confucionista Oze Hoan (1564-1640) publicou a obra em 1626 durante o governo do terceiro shōgun Iemitsu Tokugawa. O trabalho foi publicado cinco vezes entre 1626 e 1710. O trabalho completo abrange 22 manuscritos.